# Lathropus sepicola
Lathropus sepicola is een keversoort uit de familie dwergschorskevers (Laemophloeidae). De wetenschappelijke naam van de soort werd in 1821 gepubliceerd door Müller.